# Risa Honda
Risa Honda (本田理沙, Honda Risa, née le 27 mai 1971)
est une idole japonaise des années 1980, chanteuse et actrice, qui débute en 1988 avec un rôle régulier dans la série télévisée Hana no Asuka Gumi (花のあすか組!), inspirée du succès de la série Sukeban Deka les années précédentes, jouant l'adversaire des héroïnes. Elle entame dans la foulée une carrière de chanteuse, jusqu'en 1991. Elle apparait ensuite dans quelques drama et livres de photos de charme, et dans des émissions TV en tant que "tarento" (célébrité médiatique).

## Liens
- Ressources relatives à la musique :   - MusicBrainz
  - VGMDb
- Ressource relative à l'audiovisuel :   - IMDb